# Reazione immediata
Reazione immediata (Black Thunder) è un film statunitense del 1998 diretto da Rick Jacobson.

## Trama
Quando il prototipo top secret del velivolo Nova Stealth è stato rubato, il Pentagono lancia un grande allarme; l'aereo non dovrebbe finire in mani ostili. C'è solo un uomo che può riprendere l'aereo è il pilota collaudatore Vince Conners. Lui e il suo compagno Jannick inseguono la Nova in Libia, ma la missione fallisce quando Jannick viene sequestrato e Vince fugge. Adesso Vince deve ritrovare sia Jannick e sia la Nova per evitare di cadere nelle mani del regime militare.